# Daytona International Speedway
Международная скоростная трасса Дейтона (англ. Daytona International Speedway) — гоночная трасса в Дейтона-Бич, Флорида, США. С момента открытия в 1959 году здесь проходит Daytona 500, самая престижная гонка в NASCAR, а также мероприятие, открывающее сезон. В дополнение к NASCAR, на трассе также проводятся гонки ARCA, AMA Superbike, IMSA, SCCA и Мотокросс. Трасса имеет несколько планировок, включая основную высокоскоростную трассу tri-oval протяженностью 2, 500 миль (4, 023 км), трассу для спортивных автомобилей протяженностью 3, 560 миль (5, 729 км), трассу для мотоциклов протяженностью 2, 950 миль (4, 748 км) и плоскодонную трассу для картинга и мотоциклов протяженностью 1320 футов (400 м). Приусадебный участок трассы площадью 180 акров (73 га) включает в себя озеро Ллойд площадью 29 акров (12 га), на котором проводились гонки на моторных лодках. Скоростная трасса эксплуатируется NASCAR в соответствии с договором аренды с городом Дейтона-Бич на имущество, который действует до 2054 года. Дейл Эрнхардт является самым успешным гонщиком Daytona International Speedway за все время, одержав в общей сложности 34 победы в карьере (12 — Квалификационные гонки Daytona 500) (7 — Гонки серии NASCAR Xfinity) (6- Гонки Busch Clash) (6- Гонки IROC) (2- июльские гонки Pepsi 400) (1- 1998 Daytona 500).